# Immensee
Immensee (toponimo tedesco) è una frazione di 2 427 abitanti del comune svizzero di Küssnacht, nel Canton Svitto (distretto di Küssnacht).